# Фини, Кэрол
Кэрол Фини (англ. Carol Feeney; род. 4 октября 1964, Ок-Парк, Иллинойс) — американская гребчиха, выступавшая за сборную США по академической гребле в конце 1980-х — начале 1990-х годов. Серебряная призёрка летних Олимпийских игр в Барселоне, победительница и призёрка многих регат национального значения.

## Биография
Кэрол Фини родилась 4 октября 1964 года в городе Ок-Парк, штат Иллинойс.
Занималась академической греблей во время обучения в Висконсинском университете в Мадисоне, состояла в университетской гребной команде, регулярно принимала участие в различных студенческих регатах, в частности в 1986 году в восьмёрках одержала победу на студенческом национальном чемпионате Cincinnati Regatta в Бантэме.
Дебютировала на взрослом международном уровне в сезоне 1986 года, когда вошла в основной состав американской национальной сборной и выступила на чемпионате мира в Ноттингеме, где в зачёте распашных рулевых восьмёрок заняла четвёртое место.
В 1989 году побывала на мировом первенстве в Бледе, в восьмёрках дошла до главного финала и показала в решающем заезде шестой результат.
В 1990 году отметилась выступлением на Играх доброй воли в Сиэтле, однако попасть здесь в число призёров не смогла — в безрульных четвёрках финишировала пятой, тогда как в рулевых восьмёрках пришла к финишу шестой.
На чемпионате мира 1991 года в Вене в восьмёрках была близка к призовым позициям, расположившись в итоговом протоколе соревнований на четвёртой строке.
Благодаря череде удачных выступлений удостоилась права защищать честь страны на летних Олимпийских играх 1992 года в Барселоне — в составе экипажа, куда также вошли гребчихи Синтия Эккерт, Шела Донохью и Эми Фуллер, финишировала в финале безрульных четвёрок на второй позиции позади команды из Канады — тем самым завоевала серебряную олимпийскую медаль.
После завершения спортивной карьеры занялась тренерской деятельностью, участвовала в подготовке женской юниорской сборной США к чемпионату мира среди юниоров 1994 года. Позже работала учителем в средней школе Ottoson Middle School в Арлингтоне недалеко от Бостона.